# 塞尼娅·普苏拉
塞尼娅·普苏拉（芬蘭語：Senja Pusula，1941年3月26日—），芬兰女子越野滑雪运动员。她曾代表芬兰参加1964年、1968年和1972年冬季奥林匹克运动会越野滑雪比赛，获得一枚铜牌。